# Платонова, Ольга Дмитриевна
Ольга Дмитриевна Платонова (род. 2 декабря 1961) — русский иконописец и педагог, живущий во Франции, руководитель иконописной мастерской «Анагогия».

## Биография
Иконописец и преподаватель иконописи Ольга Платонова родилась в Ленинграде в 1961 году в семье научных работников: отец преподавал философию в университете, мать — экономику в педиатрическом институте. Несмотря на тотальную марксистско-ленинскую идеологию и антирелигиозную пропаганду, пронизывавшую все сферы бытия в стране Советов, Ольга Платонова ещё в ранней юности почувствовала стремление к церкви. Дорога из школы домой проходила вдоль Смоленского кладбища. Часовня святой Ксении Петербуржской была в те времена заколочена, но в Смоленскую церковь можно было зайти, постоять перед иконами, дождаться вечерней службы.
Закончив школу, она училась на факультете вычислительной техники в Электротехническом институте (ЛЭТИ), на факультете психологии Ленинградского университета, выезжала в геологические экспедиции по Восточной Сибири, занималась переводческой деятельностью (в частности, перевела с английского роман Дугласа Адамса «Автостопом по Галактике»).
Существенной вехой на пути к пониманию своего подлинного призвания стала учёба в рисовальных классах Академии Художеств имени И. Е. Репина. Осознание себя как художника завершилось уже во Франции, куда Ольга Платонова переехала в начале 90-х годов. Её живописные полотна выставлялись в Cité des Arts, в Национальной Ассамблее Франции (салон Люси Фор, 1999), в петербургском Манеже (Салон Независимых «Уровень моря», 2007), во многих галереях. Кроме того, на протяжении более десяти лет Ольга Платонова (совместно с Михаилом Богатыревым и Ириной Карпинской) редактировала и оформляла парижский литературный журнал «Стетоскоп», выходивший в свет при содействии издательства «Синтаксис»; за эти годы ею было организовано более тридцати литературных и литературно-музыкальных вечеров.
Параллельно и даже в каком-то смысле независимо от всей этой многосторонней культурной активности происходило приобщение к Церкви, участие в приходской жизни Введенского храма и скита Казанской иконы Божьей Матери. С течением времени стало понятно, что для верующего художника самый естественный путь — иконописание (или «богословие в красках», по словам Леонида Успенского). В середине 1990-х годов Ольга начала писать иконы.
По мере все более углубленных занятий иконописью, погружения в иконописное делание, стала очевидной необходимость основательного богословского образования. Учёба в парижском Православном богословском институте имени св. Сергия Радонежского не завершилась с получением диплома в 2012 году; впоследствии были окончены ещё и регентские курсы о. Михаила Фортунато.

## Иконописная мастерская «Анагогия»
В 2007 году настоятель церкви Введения во храм Пресвятой Богородицы отец Николай Ребиндер поручил Ольге организовать при храме иконописную мастерскую.
Основная часть занятий в мастерской посвящена написанию иконы по выбранному образцу. Программа обучения предусматривает практическое освоение техники византийской иконописи, а также изучение православной иконописной традиции, основ православного богословия Иконы, элементы агиографии.
Дважды в год (как правило, в феврале и августе) организуются Зимняя и Летняя иконописные школы. Это интенсивные курсы ознакомления с иконописанием, своего рода «погружение в мастерство». Кроме того, периодически проводятся специальные занятия по ознакомлению с основами техники наложения золота и практики золочения в иконописи. Программа мастерской построена на сочетании теории и практики, с учётом разного уровня подготовки студентов: среди участников и начинающие, и опытные иконописцы, стремящиеся совершествовать свои знания. Преподавание ведется по-французски, и, если это необходимо, дублируется по-русски.
Занятия в мастерской «Анагогия» начинаются и заканчиваются общей молитвой. Иконописание — это прежде всего молитва, а кроме того — размышление и созерцание, возведение ума от земного к небесному. Непременное условие работы над иконой — знание древних иконописных образов.
Концепция школы предполагает изучение техники иконописи в неразрывном единстве с духовным деланием, поскольку написание иконы невозможно без знания основ православного богословия и аскетической практики. Не менее важно и постижение символического строя иконы, без которого иконописание превращается в простое и незамысловатое копирование.

## Местонахождение икон и культурно-просветительская деятельность
Иконы, написанные Ольгой Платоновой, находятся в Фёдоровском соборе (Санкт-Петербург), в различных церквях Франции: в Казанском скиту (Муазне), во Введенском и Успенском храмах (Париж и Сен-Женевьев-де-Буа), в часовне замка Шато де Муайо (Шапель-Рабле), в часовне Мениль-Мари скита Богородицы Панахранты (Сен-Мартиаль), а также в частных домах.
В Париже её иконы выставлялись в Русском доме науки и культуры (2002), в Сербском культурном центре (персональная выставка, 2010). Персональные выставки были организованы в соборе Мелунской Богоматери (2008) и в церкви святого Аспасия (2005, 2007). Начиная с 2017 года Ольга Платонова участвует в просветительском проекте «Святые неразделенной Церкви», организованном московским Содружеством в поддержку христианского искусства «Артос». В рамках этого проекта её иконы были представлены в Центральном выставочном зале Минска (Беларусь, 2017), в Ново-валаамском монастыре (Финляндия, 2018), в парижской Бернардинской Коллегии (январь 2020). Ольга Платонова провела ряд конференций; в частности, в прессе освещался её доклад «Искусство и традиция в иконописи», прочитанный по приглашению ассоциации «Назарет».
Деятельность иконописца редко ограничивается только изобразительным творчеством. Ольга Платонова вносит посильный вклад в приходскую и духовно-просветительскую работу. Она перевела на русский язык и подготовила к изданию книгу Рене Лавоката «Эволюция, происхождение человека и христианская вера» (2005), написала цикл статей на богословские темы для московского издания «Учительская газета» (2010), участвовала в составлении биографического словара «Российское зарубежье во Франции» (2010), была одним из соредакторов и составителей книг «История эмигрантского прихода. Приход Введения во Храм Пресвятой Богородицы при РСХД» (2015), «Архимандрит Евфимий и Казанский храм» (2018).